# 大森立嗣
大森 立嗣（おおもり たつし、1970年9月4日 - ）は、日本の映画監督、俳優。

## 来歴・人物
東京都生まれ。東京都立豊多摩高等学校、駒澤大学文学部社会学科卒業。
父親は舞踏家で「大駱駝艦」の創始者である麿赤兒、母は桃枝、弟は俳優の大森南朋、女優の小野ゆり子は義理の妹に当たる。父である麿赤兒、弟である南朋は常連俳優でもあり、たびたび出演している。
父親への意識から高校生までは表現活動をむしろ避けており、野球や空手に熱中していた。映画にもほとんど興味がなかったが、大学で偶然入った映画サークル『8ミリ同好会』に所属したことから映画に興味を持ち始め、自主映画を作り始める。大学卒業後は俳優として活動し、その後荒井晴彦監督、阪本順治監督、井筒和幸監督、ホンマタカシの短編映画など様々な作品で助監督を務める。
2001年、自らプロデュースし、出演した『波』（奥原浩志監督）で第31回ロッテルダム映画祭最優秀アジア映画賞“NETPAC AWARD”を受賞。
2003年、『赤目四十八瀧心中未遂』（荒戸源次郎監督）の制作・公開に携わる。
2005年、荒戸源次郎のプロデュースにより、花村萬月の芥川賞受賞作を原作に『ゲルマニウムの夜』で初監督。東京国立博物館の敷地内に特設映画館「一角座」にて、約半年に渡りロングラン上映。ロカルノ国際映画祭コンペティション部門正式出品。国内外の映画祭で高い評価を受ける。
2010年、監督第二作目 『ケンタとジュンとカヨちゃんの国』（松田翔太、高良健吾、安藤サクラ主演）が公開。第60回ベルリン国際映画祭フォーラム部門正式招待作品、第10回東京フィルメックス特別招待作品。なお同作品で2010年度（第51回）日本映画監督協会新人賞受賞。
2011年、『まほろ駅前多田便利軒』（三浦しをん原作、瑛太、松田龍平主演）。
2013年、秋葉原通り魔事件題材にしたフィクション作品『ぼっちゃん』（水澤紳吾主演）。弟の大森南朋がプロデューサーを務めた。
2013年、吉田修一原作の『さよなら渓谷』（真木よう子主演）が公開。同作品で、世界四大映画祭の一つである第35回モスクワ国際映画祭のコンペティション部門出品に日本映画として唯一出品され、「洗練された演出と人間関係の深い理解」が審査員に評価され、審査員特別賞を受賞した。日本映画の同賞受賞は1965年の『手をつなぐ子ら』（羽仁進監督）以来、48年ぶり。
2013年、連続ドラマW（WOWOW）にて角田光代原作『かなたの子』（坂井真紀主演）が放送された。
2014年、『まほろ駅前狂騒曲』が公開。第14回高雄映画祭でオープニング上映され、主演の瑛太とともに訪台。会期中にDirectors in Focus部門で監督作品の特集上映も組まれた。
2016年、『別冊少年チャンピオン』で連載された『セトウツミ』を菅田将暉、池松壮亮主演で映画化。
2017年、『まほろ』シリーズに続き、三浦しをん原作の『光』を映画化（井浦新、瑛太、橋本マナミ、長谷川京子出演）。第12回ローマ国際映画祭のオフィシャル・セレクションで上映された。
2018年、森下典子のエッセイ『日日是好日-「お茶」が教えてくれた15のしあわせ-』を原作とした『日日是好日 (映画)』が公開(黒木華主演)。同作品で第43回報知映画賞監督賞を受賞。その年のカンヌ国際映画祭でパルムドールに輝いた『万引き家族』の是枝裕和監督を1票差で抑えての受賞となった。
2020年公開された『MOTHER　マザー』主演の長澤まさみは第44回日本アカデミー賞 最優秀主演女優賞、第63回ブルーリボン賞 主演女優賞、第33回日刊スポーツ映画大賞 主演女優賞を受賞。本作がデビューの奥平大兼は第44回日本アカデミー賞 新人俳優賞、第94回キネマ旬報ベスト・テン 新人男優賞、第63回ブルーリボン賞 新人賞、第30回日本映画批評家大賞 新人男優賞を受賞した。

## 受賞歴
- 第15回日本映画プロフェッショナル大賞 新人監督賞（2005年度『ゲルマニウムの夜』）[4]
- 第51回日本映画監督協会新人賞（2010年度『ケンタとジュンとカヨちゃんの国』）
- 第56回ブルーリボン賞 監督賞（2013年度『さよなら渓谷』『ぼっちゃん』）[5]
- 第35回モスクワ国際映画祭 審査員特別賞（2013年『さよなら渓谷』）
- 第23回日本映画プロフェッショナル大賞 作品賞（2013年度『ぼっちゃん』）[6]
- 第43回報知映画賞 監督賞（2018年度『日日是好日』）[7]
- 第30回日本映画批評家大賞（2020年度『星の子』）
- 第75回毎日映画コンクール日本映画大賞（2020年度『MOTHER　マザー』）

## 監督作品

### 長編映画
- ゲルマニウムの夜（2005年）
- ケンタとジュンとカヨちゃんの国（2010年）
- まほろ駅前多田便利軒（2011年）
- ぼっちゃん（2013年）
- さよなら渓谷（2013年）
- まほろ駅前狂騒曲（2014年）
- セトウツミ（2016年）[8]
- 光（2017年）[9]
- 日日是好日（2018年）[10]
- 母を亡くした時、僕は遺骨を食べたいと思った。（2019年）[11]
- タロウのバカ（2019年）[12]
- MOTHER マザー（2020年）[13]
- 星の子（2020年）
- グッバイ・クルエル・ワールド（2022年）
- 湖の女たち（2024年）
- おーい、応為（2025年　公開予定）

### 短編・中編映画
- 新・刑事まつり〜一発大逆転〜『よいこのでか』（2003年）
- シネマ☆インパクト/2・11（2012年）

### TVドラマ
- かなたの子（2013年、WOWOW）
- 深夜食堂 第5話 たまご豆腐（2016年、Netflix）
- 完全無罪（2024年、WOWOW） - 脚本・監督

## 出演
- 我が人生最悪の時（1994年、林海象監督）
- 波（2001年、奥原浩志監督）
- 刑事まつり「さよなら地球刑事」（2003年、奥原浩志監督）
- ヴィヨンの妻 〜桜桃とタンポポ〜（2009年、根岸吉太郎監督）
- 海炭市叙景（2010年、熊切和嘉監督） - 笹川 役
- かぞくのくに（2012年、梁英姫監督） - ホンギ 役[14]
- 正しく生きる（2014年） - 小児科の医者 役 [15]
- 俳優 亀岡拓次（2015年）- 安井監督 役
- 菊とギロチン（2018年、瀬々敬久監督） - 正力松太郎 役
- ほかげ（2023年、塚本晋也監督）[16]